# There for Tomorrow (EP)
There for Tomorrow è il secondo EP dell'omonimo gruppo musicale statunitense, pubblicato il 5 agosto 2008 per la Hopeless Records.

## Tracce
1. Deadlines – 3:20
2. Pages – 3:31
3. Waiting – 3:46
4. Remember When (Used to Be Used to It) – 3:53
5. No More Room to Breathe – 3:08
6. Addiction and Her Name – 3:07
7. Taking Chanches – 4:29

## Formazione
- Maika Maile - voce, chitarra ritmica, programmazione
- Christian Climer - chitarra solista, cori
- Christopher Kamrada - batteria, campionatore
- Jay Enriquez - basso, cori